# Vytas Gašpuitis
Vytas Gašpuitis (Šiauliai, 4 marzo 1994) è un calciatore lituano, difensore del FA Šiauliai.

## Carriera

### Club
Ha giocato nella massima serie lituana; nel 2021 si è trasferito al Dunfermline, club della seconda divisione scozzese.

### Nazionale
Nel 2020 ha esordito con la nazionale lituana; in precedenza aveva anche giocato con la nazionale Under-21.

## Statistiche

### Cronologia presenze e reti in nazionale
| Cronologia completa delle presenze e delle reti in nazionale ― Lituania | Cronologia completa delle presenze e delle reti in nazionale ― Lituania | Cronologia completa delle presenze e delle reti in nazionale ― Lituania | Cronologia completa delle presenze e delle reti in nazionale ― Lituania | Cronologia completa delle presenze e delle reti in nazionale ― Lituania | Cronologia completa delle presenze e delle reti in nazionale ― Lituania | Cronologia completa delle presenze e delle reti in nazionale ― Lituania | Cronologia completa delle presenze e delle reti in nazionale ― Lituania |
| Data                                                                    | Città                                                                   | In casa                                                                 | Risultato                                                               | Ospiti                                                                  | Competizione                                                            | Reti                                                                    | Note                                                                    |
| ----------------------------------------------------------------------- | ----------------------------------------------------------------------- | ----------------------------------------------------------------------- | ----------------------------------------------------------------------- | ----------------------------------------------------------------------- | ----------------------------------------------------------------------- | ----------------------------------------------------------------------- | ----------------------------------------------------------------------- |
| 11-11-2020                                                              | Vilnius                                                                 | Lituania                                                                | 2 – 1                                                                   | Fær Øer                                                                 | Amichevole                                                              | -                                                                       |                                                                         |
| 15-11-2020                                                              | Minsk                                                                   | Bielorussia                                                             | 2 – 0                                                                   | Lituania                                                                | UEFA Nations League 2020-2021 - 1º turno                                | -                                                                       |                                                                         |
| 18-11-2020                                                              | Almaty                                                                  | Kazakistan                                                              | 1 – 2                                                                   | Lituania                                                                | UEFA Nations League 2020-2021 - 1º turno                                | -                                                                       | 46’                                                                     |
| 24-3-2021                                                               | Pristina                                                                | Kosovo                                                                  | 4 – 0                                                                   | Lituania                                                                | Amichevole                                                              | -                                                                       |                                                                         |
| 28-3-2021                                                               | San Gallo                                                               | Svizzera                                                                | 1 – 0                                                                   | Lituania                                                                | Qual. Mondiali 2022                                                     | -                                                                       |                                                                         |
| 31-3-2021                                                               | Vilnius                                                                 | Lituania                                                                | 0 – 2                                                                   | Italia                                                                  | Qual. Mondiali 2022                                                     | -                                                                       | 74’                                                                     |
| 4-6-2021                                                                | Riga                                                                    | Lettonia                                                                | 3 – 1                                                                   | Lituania                                                                | Coppa del Baltico 2021                                                  | -                                                                       | 56’                                                                     |
| 8-6-2021                                                                | Leganés                                                                 | Spagna                                                                  | 4 – 0                                                                   | Lituania                                                                | Amichevole                                                              | -                                                                       | 62’                                                                     |
| 12-10-2021                                                              | Vilnius                                                                 | Lituania                                                                | 0 – 4                                                                   | Svizzera                                                                | Qual. Mondiali 2022                                                     | -                                                                       | 89’                                                                     |
| 12-11-2021                                                              | Belfast                                                                 | Irlanda del Nord                                                        | 1 – 0                                                                   | Lituania                                                                | Qual. Mondiali 2022                                                     | -                                                                       | 75’                                                                     |
| 15-11-2021                                                              | Vilnius                                                                 | Lituania                                                                | 1 – 1                                                                   | Kuwait                                                                  | Amichevole                                                              | -                                                                       | 74’                                                                     |
| Totale                                                                  |                                                                         | Presenze                                                                | 11                                                                      |                                                                         | Reti                                                                    | 0                                                                       |                                                                         |

## Palmarès

### Club

#### Competizioni nazionali
- Coppa di Lituania: 1

Panevėžys: 2020